# Kölked
Kölked è un comune dell'Ungheria di 1.138 abitanti (dati 2008) situato nella contea di Baranya, nella regione Transdanubio Meridionale.